# Elecciones generales de Palaos de 2024
Las elecciones generales se celebraron en Palaos el 5 de noviembre de 2024 para elegir al Presidente y el Congreso Nacional. El presidente en ejercicio Surangel Whipps Jr. se enfrentó al expresidente Thomas Remengesau Jr. en las elecciones y fue reelegido por una mayoría aplastante.

## Sistema electoral
El Presidente de Palaos se elige mediante un sistema de balotaje. Los 16 miembros de la Cámara de Delegados se eligen en distritos electorales bajo el principio de escrutinio mayoritario uninominal, mientras que los 13 miembros del Senado se eligen de un solo distrito electoral nacional mediante escrutinio mayoritario plurinominal, y cada votante tiene 13 votos para emitir.
No hay partidos políticos registrados en Palaos, lo que significa que todos los candidatos se postularon como independientes.

## Candidatos

### Para presidente
| Candidato             | Cargo                             | Lugar de nacimiento | Campaña                                       | Ref.                          |
| Candidato             | Cargo                             | Lugar de nacimiento | Anuncio                                       | Ref.                          |
| --------------------- | --------------------------------- | ------------------- | --------------------------------------------- | ----------------------------- |
| Surangel Whipps Jr.   | Presidente (2021-2025)            | Ngatpang            | Primero el pueblo paluano                     | [ 3 ] [ 4 ] [ 5 ]             |
| Surangel Whipps Jr.   | Presidente (2021-2025)            | Ngatpang            | 11 de febrero de 2024                         | [ 3 ] [ 4 ] [ 5 ]             |
| Thomas Remengesau Jr. | Presidente (2001–2009, 2013–2021) | Koror               | Juntos, podemos hacer que el mañana sea mejor | [ 5 ] [ 6 ] [ 7 ] [ 8 ] [ 9 ] |
| Thomas Remengesau Jr. | Presidente (2001–2009, 2013–2021) | Koror               | 24 de febrero de 2024                         | [ 5 ] [ 6 ] [ 7 ] [ 8 ] [ 9 ] |

## Campaña
La campaña se vio empañada por cuestiones diplomáticas y económicas. Tommy Remengesau Jr criticó las crecientes relaciones de seguridad con Estados Unidos bajo la presidencia de Whipps, que este último ha apoyado como un "elemento disuasorio". Remengesau también se comprometió a revocar un impuesto del 15% sobre los bienes introducido por Whipps.